# 丫髻山 (江苏)
丫髻山，地处中国江苏省西南部溧阳市与句容市交界处，属茅山山脉南部余脉，古称丫头山、鸦髻山、丫仙山、丫山、髻山、帢帻山等。主峰海拔410.6米，是茅山山脉的最高峰，因远看双峰并耸，若女子双髻，故得名丫髻山。
丫髻山走向北东，以山脊为界，西侧属句容市茅山风景区管辖，东侧属溧阳市竹箦镇境内竹箦煤矿管辖。主峰西侧有马山、南侧有瓦屋山，三山之间有山谷相隔，称为大山口。主峰东北2.5公里处腰子顶是溧阳、金坛、句容三市市界。

## 旅游文化
丫髻山山势较陡峻，景观原始，山巅无公路通达，游人至此唯登高观景。东侧山脚山水间有现代别墅式酒店晶阳山庄。
明朝农学家、溧阳进士马一龙曾登丫髻山作游记《登髻山絕頂記略》，清代溧阳进士魏麟徵也曾为丫髻山题诗。
|                  | 幾年車馬去江關，登眺偏思故里山。 豈是巨靈迴一擘，宛若神女列雙鬟。 宋簧不礙遙空色，苔蘚長留怪石斑。 欲向高峰最高頂，更添茅屋白雲間。 |
| ——魏麟徵，登丫髻 | |